# Disco-Fieber
Disco-Fieber ist ein im Winter 1978/79 entstandenes deutsches Filmlustspiel von Hubert Frank mit zahlreichen Musikeinlagen aus der Feder von Frank Farian.

## Handlung
Durchsetzt von mehreren Disco-Hits der ausgehenden 1970er-Jahre (dargeboten von Boney M., La Bionda, Eruption, Tony Schneider und The Teens) wird folgende episodenhafte Geschichte erzählt: Im Mittelpunkt stehen mehrere junge Menschen und regelmäßige Diskothekenbesucher beiderlei Geschlechts, die in München ihren Spaß haben wollen und ihre von diversen Zwischenfällen begleitete Sexualität zum Takt des Disco-Sounds entdecken. Da ist beispielsweise Thomas, der sich in die hübsche blonde Kunstmalerin Eva verguckt hat. Sie aber lässt ihn zunächst auflaufen. Thomas’ beiden Freunde Walter und Charly sind bei ihren Anmachversuchen gegenüber den Mädels Brit und Antje ähnlich erfolglos. Als Thomas glaubt, als Aktmodell bei Eva endlich punkten zu können, platzt prompt ihr Bruder herein, und Thomas bleibt nichts anderes übrig, als nackt aufs Dach zu flüchten. 
Man beschließt, lieber zu Thomas zu gehen, denn dort scheint man mit weniger Unterbrechungen rechnen zu müssen. Doch kaum tanzt Eva nackt in seiner Wohnung herum, taucht dessen Vater, ein Amtspräsident vom Typus strenger Generaldirektor, auf, der kein Verständnis für jugendliche Nöte, allen voran die sexueller Art, besitzt. Der dicke von Thomas’ beiden Kumpels, Charly, folgt derweil seiner neuesten „Eroberung“ in die Klosterschule und versteckt sich dort mit einer Flasche Hochprozentigem im Wandschrank, weil unerwartet die strenge Oberschwester auftaucht. Natürlich kommt er so nicht zum Schuss, landet schließlich – ungewollt – in den Armen der drallen Ljuba … und wird dabei von seinen Klassenkameraden mit dem Fernglas beobachtet. Am Ende kommt mehr oder weniger jeder der jugendlichen Protagonisten zum Zug. Thomas etwa verfolgt mit seinem Motorrad seine an einem Drachen über Schloss Neuschwanstein entschwebende Eva und bastelt aus Heu die auch von hoch oben erkennbare Herzensbotschaft „Ich liebe dich!“.

## Produktionsnotizen
Gedreht an 41 Tagen mit mehreren Unterbrechungen zwischen dem 25. September 1978 und dem 26. Februar 1979 in München, Berlin (West) und Landsberg, wurde Disco-Fieber am 15. März 1979 in Kinos in München, Wiesbaden und Mainz uraufgeführt. Der Film erhielt später auch den Alternativtitel Bienenstich und Disco-Fieber.

## Kritiken
Auf falter.at heißt es: „Auch die Hits von Anno dunnemals retten dieses Spätwerk der Disco-Welle nicht.“
Das Lexikon des Internationalen Films schimpfte: „Mit Hits angeheiztes, ordinäres, handwerklich miserables Produkt der Disco-Welle.“